# Замок Камбон
За́мок Камбо́н (фр. Château du Cambon) — французский замок XV—XVIII веков в деревне Сен-Сернен департамента Канталь.

## История
Замок в Камбоне существует с XIV века. В 1755 году маркиз дю Камбон перестроил его, и из бывшего оплота Религиозных войн он превратился в увеселительную резиденцию, посвящённую Марии-Антуанетте, родившейся в том же году. Поместье сохранило большую часть своего облика XVIII века.
В 1982 году замок был внесён в список исторических памятников.

## Архитектура

### Внешний вид
Замок сочетает в себе средневековую архитектуру с элементами XVIII века: перестроенными фасадами, террасными садами, крыльцом, хозяйственными постройками. В парке, откуда открывается прекрасный вид на юг, находится великолепный фонтан XVIII века, олицетворяющий легенду о греческом поэте Арионе. Внутри замка расположено несколько гостиных, библиотека, часовня. Интерьер представлен старинной мебелью и декором — живое свидетельство искусства жизни в эпоху Просвещения. Летом проводятся экскурсии с гидом.

### Интерьер
В центре первого этажа расположен зал замка — комната относительно небольшого размера, обставленная двумя большими шкафами, небольшим столом и четырьмя стульями. Отсюда открывается коридор в ряд комнат, от библиотеки до небольшого будуара, от одного конца длинного здания до другого. Комнаты богато обставлены мебелью XVIII века, богато декорированы (ковры, картины, репродукции, драпировки, за которыми скрываются фрески того же периода, фарфор, шкатулки с инкрустацией). На первом этаже также находятся кухня из двух комнат: комнаты для персонала, в центре которой стоит большой фермерский стол с традиционными ящиками для хлеба по краям, и собственно кухни с большой камином и всего необходимого для приготовления впечатляющего меню, составлявшего обед в XVIII веке.
На втором этаже находится длинный коридор, окрашенный в красный цвет, который ведёт в часовню, занимающую один из двух концов здания. Потолок образует свод, напоминающий небесный, большой мраморный алтарь занимает заднюю стену часовни. Убранство включает несколько картин, подсвечников и небольшие деревянные скульптуры. Далее здесь находятся несколько спален с кроватями в форме гробниц и настенными украшениями, а также красивая «голубая» гостиная, украшенным огромной драпировкой.